# Mozaffar ed-Din Kadjar

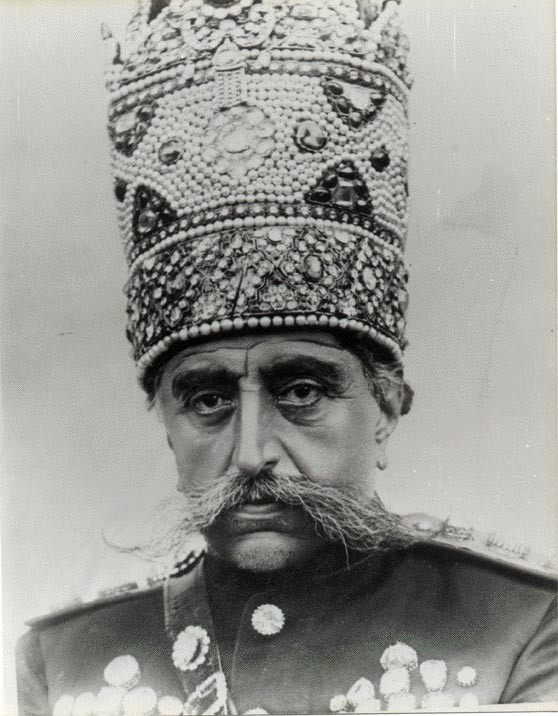
De shah met de kadjarenkroon, op zijn borst zijn grote ongeslepen diamanten vastgenaaid.

Mozaffar ad-Din Shah Qajar, KG (23 maart 1853 – 3 januari 1907) was de vijfde heerser uit de dynastie der Kadjaren of Qajaren. Als Shahanshah of 'Koning der Koningen' van Perzië regeerde hij van 1896 tot 1907. Mozaffar ad-Din Shah Qajar gaf de Perzen hun eerste Grondwet.

## Levensloop
Deze zoon van de regerende Shah Naser ed-Din Kadjar kwam als eerste in aanmerking om kroonprins te worden, alhoewel hij een oudere, krachtige broer had. Deze, Prins Massoud Mirza Qajar 'Zell os-Soltan', had echter geen Kadjar (Qajar) als moeder en dat was een vereiste om op de troon te komen. Mozaffar werd in 1861 tot Gouverneur van de Noordelijke provincie Azarbaijan benoemd. Dit gouverneurschap van Azarbaijan was de traditionele voorbereiding voor het koningschap. Omdat zijn vader een van de langst op de troon zittende vorst in de Perzische geschiedenis zou worden, bleek deze voorbereidingstijd maar liefst 35 jaar te duren. In mei 1896 besteeg hij uiteindelijk de pauwentroon; hij zou er amper tien jaar op zitten.
Perzië maakte in 1896 een crisis door. Het land had grote schulden en een enorm tekort op de begroting. Het leger was in een slechte staat en er was geen marine. Rondom Perzië koloniseerden de Europese machten en Turkije steeds meer gebieden. De Russen hadden grote Perzische gebieden in het Noorden geannexeerd en keken, gedreven door hun "warm water-politiek" begerig naar de havens aan de Perzische golf en de Indische Oceaan.
De grote schuldeisers van Perzië waren Rusland en Engeland. Met de leningen hadden deze beide koloniale machten ook invloed in Perzië willen verwerven. Ondanks zijn pogingen slaagde Mozaffar ad-Din Shah Qajar er niet in om het belastingstelsel in Perzië te hervormen en inkomsten voor de Perzische staat te genereren. Hij moest nog meer geld lenen in Rusland en ook politieke concessies aan de Tsaar doen.
De drie bezoeken van Mozaffar ad-Din Shah Qajar aan Europa waren zeer geruchtmakend; op advies van zijn kanselier Amin-os-Soltan en met geld van Nicolaas II reisde de Shah als een Prins uit Duizend-en-een-nacht door Europa. Een bezoek aan een van de eerste Franse bioscopen maakte de vorst zo enthousiast dat hij onmiddellijk een hele filmstudio met apparatuur kocht. Zo werd Mozaffar ad-Din Shah Qajar de "vader van de Iraanse filmindustrie"
Behalve voor de Russen waren er ook voor andere landen concessies en monopolies waarbij de Shah de oliewinning aan William Knox D'Arcy gunde. Dat ging ten koste van de Perzische economie maar de Shah had, wilde hij de rente over de leningen kunnen blijven betalen, geen keus.
In 1906 protesteerde een monsterverbond van geestelijken, intellectuelen en kooplieden in Perzië tegen de Westerse invloed en de economische uitverkoop van het land. De Shah beloofde in oktober 1906 een Majles te laten kiezen en Perzië werd een constitutionele monarchie met een Grondwet naar Europees voorbeeld. De Shah stierf veertig dagen na de eerste zitting van de Majles.

## Ridderorden

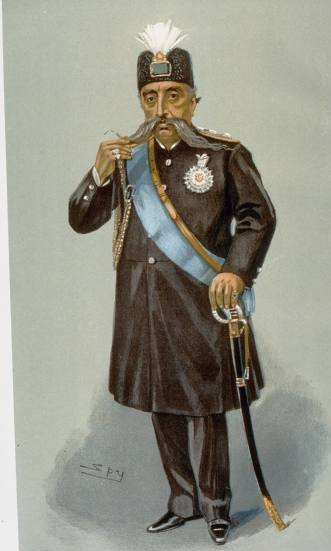
De sjah met de op de borst de in diamanten uitgevoerde Orde van Ali

De Europese machten gaven ook aan deze Perzische vorst, net zoals aan zijn vader, hoge onderscheidingen. Zoals gebruikelijk ontving de vorst in ieder bezocht Europees land een hoge ridderorde.
- Grootkruis in de Orde van de Rode Adelaar 1893
- Grootkruis in de Leopoldsorde 1893
- De Hoge Orde van de Eer, (Nishan-Ali-Imtiaz) van Turkije 1900
- Ridder Grootkruis in de Orde van de Nederlandse Leeuw 1900
- Ridder in de Orde van de Zwarte Adelaar 1902
- Ridder in de Orde van Sint-Andreas 1902
- Ridder in de Orde van Sint-Alexander Nevsky 1902
- Ridder in de Orde van de Witte Adelaar 1902
- Ridder in de Orde van Sint-Stanislaus 1902
- Ridder in de Orde van Sint-Anna, Ie Klasse met briljanten 1902
- Ridder in de Orde van het Gulden Vlies (Spanje) 1902
- Ridder in de Orde van de Verkondiging 1903
- Grootkruis in de Orde van Sint-Mauritius en Sint-Lazarus 1903
- Ridder in de Orde van de Kousenband 1903
- Grootkruis in de Legioen van Eer 1903
- Grootlint in de Leopoldsorde 1871[2]
- Grootkruis in de Orde van Sint-Stephanus 1903
- Grootkruis in de Orde van de Ster van Roemenië 1906

Toen de Shah Engeland in 1902 zou gaan bezoeken was duidelijk dat een zo machtig heerser als de Koning der Koningin van Perzië op een plaats in de beroemde Orde van de Kousenband zou rekenen. Ook zijn voorganger Nasser-ed-Din Shah was door Koningin Victoria in deze orde opgenomen. De Britse diplomaten wilden anticiperen op een mogelijk protest van Koning Edward VII door een ster te laten ontwerpen waarin het rode kruis van de Heilige Joris, schutspatroon van de orde, was vervangen door een minder opvallend christelijke afbeelding van een ridder (Sint-Joris) in gevecht met een draak. Men verwachtte immers dat de vorst bezwaar zou hebben tegen het benoemen van een moslim in een orde die hij als christelijk ervoer.
De Minister van Buitenlandse Zaken Lord Lansdowne liet het ontwerp in Cowes, waar de koning tijdens de zeilwedstrijden in een goed humeur zou zijn, aan zijn koning zien. Bij wijze van commentaar wierp de Britse koning het ontwerp uit de patrijspoort.
Omdat binnen de constitutionele Britse monarchie de ministers het laatste woord hebben, ging de koning in 1903 alsnog akkoord met het verlenen van een kousenband aan Mozaffar ad-Din Shah Qajar. Pas na de Tweede Wereldoorlog kreeg de Britse koning George VI weer de volledige zeggenschap over wie wel of niet in de Orde van de Kousenband zou worden opgenomen.

## Nageslacht
Zonen
- Prins Mohammad Ali Mirza E’tezad es-Saltaneh, later Mohammad Ali Shah (1872 - 1925)
- Prins Malek Mansur Mirza Shao es-Saltaneh (1880 - 1920)
- Prins Abol Fath Mirza Salar ed-Dowleh (1881 - 1961)
- Prins Abol Fazl Mirza Azd-os-Sultan (1882 - 1970)
- Prins Hussein Ali Mirza Nosrat es-Saltaneh (1884 - 1945)
- Prins Nasser al-Din Mirza Nasser es-Saltaneh (1897 - 1977)

Dochters
- Prinses Fakhr es-Saltaneh (1870 - ?) huwde Abdol Majid Mirza Eyn-od-Dowleh
- Prinses Ehteram es-Saltaneh (1871 - ?) huwde Morteza Gholi Khan Hedayat Sani ed-Dowleh
- Prinses Ezzat ed-Dowleh (1873 - ?) huwde Abdol Hossein Mirza Farmanfarma
- Prinses Shokuh es-Saltaneh (1880 - ?)
- Prinses Shokuh ed-Dowleh (1883 - ?)
- Prinses Fakhr ed-Dowleh (1883 - ?) moeder van Ali Amini
- Prinses Aghdas ed-Dowleh (1891 - ?)
- Prinses Anvar ed-Dowleh (1896 - ?) huwde eghtedar es-Saltaneh son of Kamran Mirza

De latere premier en grote tegenspeler van Reza Shah Pahlevi was Mohammed Mossadeq.